# The Memory of Trees
The Memory of Trees es el tercer álbum de estudio de la cantante irlandesa Enya. Oficialmente se publicó el 17 de noviembre de 1995. El álbum vendió más de 9 millones de copias en todo el mundo y, en 1997, ganó un premio Grammy por Mejor Álbum New Age.
Enya compuso cada tema en The Memory of Trees, todas las letras fueron escritas por Roma Ryan. Enya, junto con Nicky Ryan, colaboró con los arreglos en la fase de producción del disco. El álbum fue grabado, producido y mezclado por Nicky Ryan en su estudio privado en los estudios de Aigle Music. El ingeniero de masterización fue Arun Chacraverty, quien previamente trabajó en la remasterización de Enya en The Celts en 1992. El productor ejecutivo fue Rob Dickins.

## Carátula
Está inspirada en una pintura del artista Maxfield Parrish (cuyo trabajo ha inspirado también muchos de los videoclips de Enya) titulada The Young King of the Black Isles.

## Lista de temas
| N.º | Tema                  | Duración |
| --- | --------------------- | -------- |
| 1.  | "The Memory of Trees" | 4:20     |
| 2.  | "Anywhere Is"         | 3:59     |
| 3.  | "Pax Deorum"          | 4:59     |
| 4.  | "Athair Ar Neamh"     | 3:42     |
| 5.  | "From Where I Am"     | 2:22     |
| 6.  | "China Roses"         | 4:47     |
| 7.  | "Hope Has A Place"    | 4:48     |
| 8.  | "Tea-House Moon"      | 2:43     |
| 9.  | "Once You Had Gold"   | 3:18     |
| 10. | "La Soñadora"         | 3:38     |
| 11. | "On My Way Home"      | 5:09     |

### Tema extra en Edición Japonesa
| N.º | Tema           | Duración |
| --- | -------------- | -------- |
| 12. | "Oriel Window" | 2:23     |

## Contenido
La mayoría de los temas han sido compuestos en inglés a excepción de los temas Pax Deorum (Latín: Paz de los Dioses), Athair Ar Neamh (Irlandés: Padre del Cielo) y La Soñadora (Español, en inglés, The Dreamer). Las pistas From Where I Am y Oriel Window son piezas instrumentales en piano. El tema Tea-House Moon es una melodía instrumental con arreglos en sintetizador.

## Observaciones
- El álbum se destaca por traer la canción La Soñadora, un tema completamente compuesto en Español, el cual recibió buenas críticas sobre todo en países de habla castellana.
- En Japón exclusivamente se lanzó este álbum con la pieza Oriel Window como un bonus track, esta melodía previamente apareció por primera vez como acompañamiento en el sencillo de Enya Oíche Chiún (Silent Night) en 1992.
- China Roses se publicó como un raro sencillo promocional del disco a inicios de 1995 de copias limitadas. La versión expuesta en aquel lanzamiento no corresponde a la versión oficial de la canción por lo que se considera a esta publicación como toda una «rareza».[1]

## Sencillos
- Anywhere Is se publicó el 20 de noviembre de 1995. Esta fue una versión editada del tema reduciendo su duración en unos pocos segundos. Fue lanzada en dos ediciones diferentes; la primera fue acompañada de Boadicea y Oriel Window y la segunda estuvo acompañada de Orinoco Flow, Caribbean Blue y Book of Days.
- On My Way Home se publicó el 22 de noviembre de 1996. El sencillo se compuso de una versión editada del tema con una duración de 3:39. Al igual que Anywhere Is, la producción se realizó en dos versiones diferentes.[2]

## Traducción al español de los títulos
Álbum: The Memory of Trees (La Memoria de los Árboles)
1. "The Memory of Trees" (La Memoria de los Árboles)
2. "Anywhere Is" (Dondequiera Es)
3. "Pax Deorum" (La Paz de los Dioses)
4. "Athair Ar Neamh" (Dios en el Cielo)
5. "From Where I Am" (De Donde Soy)
6. "China Roses" (Rosas de Porcelana)
7. "Hope Has A Place" (La Esperanza Tiene un Lugar)
8. "Tea-House Moon" (La Luna de la Casa de Té)
9. "Once You Had Gold" (Una Vez Tuviste Oro)
10. "La Soñadora"
11. "On My Way Home" (En Mi Camino a Casa)